# Schlacht zwischen Hermunduren und Chatten 58 n. Chr.
Die Schlacht zwischen den Hermunduren und Chatten 58 n. Chr. war nach dem Geschichtswerk Annales des römischen Historikers Tacitus der finale Kampf in einem Grenzdisput zwischen den germanischen Stämmen der Chatten und der Hermunduren. Beide Parteien beanspruchten einen Fluss für sich, der eine besondere religiöse Bedeutung hatte, sich aber auch gut für die Gewinnung von Salz eignete.
In der populärwissenschaftlichen Literatur wird dieses historische Ereignis bisweilen auch schlicht als Salzschlacht bezeichnet.
Die Schlacht fand im Sommer 58 n. Chr. statt. Die genaue Lage des Schlachtortes ist unbekannt. Mit den Hermunduren ist offensichtlich hier die Gruppe der Hermunduren gemeint, die den Markomannen und Semnonen (Langobarden) benachbart war. Nicht in Frage kommt hier die Gruppe der Hermunduren, die nahe der rätischen Grenze siedelte.
Tacitus, ein antiker römischer Geschichtsschreiber, berichtet darüber in seinem Geschichtswerk Annales im 57. Kapitel seines dreizehnten Buches:

„In demselben Sommer ward zwischen den Hermunduren und den Chatten eine große Schlacht geschlagen, da beide Völker einen Fluss, der einträglich war, indem er Salz erzeugte, und an der gemeinsamen Grenze belegen, mit Gewalt an sich zu bringen suchten. 
Mehr noch als ihre Sucht, alles mit den Waffen zu entscheiden, wirkte der angestammte Glaube: jene Stätte sei dem Himmel vorzüglich nahe, und das Gebet der Sterblichen werde von den Göttern nirgends so aus der Nähe vernommen. 
Deshalb lasse die Huld der Gottheiten in jenem Flusse, in jenen Wäldern das Salz entstehen: nicht bilde es sich wie bei andern Stämmen, indem ausgetretenes Meerwasser verdunste, sondern, da das Wasser über einen Haufen brennender Baumstämme gegossen werde, erwachte es aus den entgegengesetzten Elementen, Feuer und Wasser. 
Doch der Krieg von den Hermunduren mit Glück geführt, ward der Chatten Verderben, weil sie im Falle des Sieges die feindliche Schlachtreihe dem Mars und Mercurius geweiht hatten: ein Gelübde, nach welchem man Rosse, Männer, alles was bei den Besiegten sich findet, der Vernichtung anheimgeht. Nun wandte ihr feindseliges Drohen sich gegen sie selbst.
Doch die uns verbündete Gemeinde der Vidonen ward von einem nicht geahnten Unglücke schwer betroffen. Denn Flammen, die aus der Erde hervorbrachen, ergriffen hier und da Landhäuser, Äcker, Dörfer, und drangen selbst in die Mauern der neu gegründeten Colonie. 
Auch gelöscht werden konnten sie nicht, mochten Regengüsse herabstürzen, mochte man Flusswasser oder sonst eine Flüssigkeit anwenden; bis in Ermangelung eines Mittels und aus Erbitterung über das Unheil einige Landleute aus der Ferne Steine drauf schleuderten, dann, wenn das Feuer sank, näher sich heranwagten, mit Knitteln und sonst auf alle Weise auf die Flammen einhieben, und sie wie wilde Thiere fortscheuchten. 
Zuletzt warfen sie Kleidungsstücke, die sie sich vom Leibe rissen, darauf: je gemeiner, je mehr sie durch den Gebrauch befleckt waren, desto besser sollten sie das Feuer ersticken.“

In der historischen Forschung wurde mehrfach versucht, den bei Tacitus genannten Grenzfluss zu erraten, aber kein Vorschlag passt ausreichend zum Bericht der Annalen des Tacitus. Als Grenzfluss der Chatten und Hermunduren vorgeschlagen wurden etwa die thüringische Saale, die fränkische Saale, die Werra  und die Salzunger Salzquellen.

## Ausgaben und Quellen
- Erich Koestermann (Hrsg.): P. Cornelii Taciti libri qui supersunt. Tomus 1, Fasciculus 2: Libri ab excessu Divi Augusti XI–XVI. Teubner, Leipzig 1936. Neubearbeitung, Leipzig 1960. Zweite Auflage, Leipzig 1965 (maßgebliche Textedition).
- Johannes Horkel, Wilhelm Wattenbach (Hrsg.): Urzeit. Zweite Abtheilung: Die Römerkriege aus Plutarch. Cäsar. Vellejus. Suetonius. Tacitus. Tacitus Germania (=Geschichtschreiber der deutschen Vorzeit. Zweite Gesamtausgabe). Zweite Auflage, Leipzig 1884 (Digitalisat).